# Vladimir Purishkevich

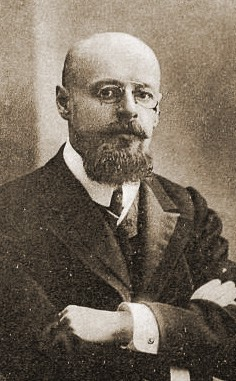
Vladimir Purishkevich por volta de 1910

Vladimir Mitrofanovich Purishkevich (em russo:  Влади́мир Митрофа́нович Пуришке́вич) (24 de agosto de 1870 - 1 de fevereiro de 1920) foi um político de extrema direita, antissemita e ultranacionalista da Rússia imperial, pertenecente às Centenas Negras, conohecido como um dos participantes na conspiração dirigida por Felix Yusupov que assassinou Rasputine em dezembro de 1916.

## Biografia
Nasceu em 1870 em Chisinau, na região da Bessarábia (então integrante do Império Russo).
Ingressou no movimento das Centenas Negras, desafiou a liderança de Aleksandr Dubrovin na Uniáo do Povo Russo, e em 1907 abandonaria a organização, dando lugar à criação de uma cisão nesta, a União de Miguel Arcanjo.
Membro da Duma Imperial da Rússia, lançou em 14 de novembro de 1916 um violento ataque ao domínio de Rasputine sobre a família imperial, e unir-se-ia à conspiração de Felix Yusupov para assassiná-lo, tendo sido autor de pelo menos dois dos disparos que causariam a morte do místico em dezembro de 1916.
Purishkevich, que chegou a estar preso em dezembro de 1917, morreria em fevereiro de 1920, vítima de tifo, enquanto lutava pelos Brancos na Guerra Civil Russa.